# Châtenois (Bas-Rhin)
Châtenois (németül: Kestenholz),  település Franciaországban, Bas-Rhin megyében. Lakosainak száma 4265 fő (2022. január 1.). Châtenois Kintzheim, Neubois, Scherwiller, Sélestat és La Vancelle községekkel határos.

## Népesség
A település népességének változása:
| Lakosok száma | 4028 | 4128 | 4245 | 4188 | 4191 | 4199 | 4206 | 4235 | 4265 |
|               | 2013 | 2015 | 2016 | 2017 | 2018 | 2019 | 2020 | 2021 | 2022 |